# Boguty-Pianki
Boguty-Pianki è un comune rurale polacco del distretto di Ostrów Mazowiecka, nel voivodato della Masovia.
Ricopre una superficie di 89,13 km² e nel 2004 contava 2 916 abitanti.